# Državna cesta D49

## Verlauf
Die Državna cesta D49 (kroatisch für Nationalstraße D49) zweigt an der Anschlussstelle Lužani von der Autocesta A3 (Europastraße 70, früherer Autoput Bratstvo i jedinstvo) nach Nordosten ab und folgt der Orljava bis Pleternica, wo sie auf Državna cesta D38 trifft.
Die Länge der Straße beträgt 19,0 km.

## Geschichte
Der Freytag&Berndt Superatlas weist noch einen  Nordast der Straße aus, der von Požega über die Bergkette der Papuk (Koprivnato brdo, 725 m) nach Slatina an der Državna cesta D2 führte (Länge 51 km). Dieser wurde inzwischen durch die Državna cesta D69 ersetzt, die zwischen Slatina und Čeralije dem Verlauf der früheren D49 folgt, dann aber einen westlicheren Verlauf über Voćin nach Kamensko nimmt, wo sie auf die Državna cesta D38 trifft.